# Hugh Holland
Hugh Holland (1569–1633), fils de Robert Holland est un poète gallois. Il est né à Denbigh dans le Nord du Pays de Galles. Il suit ses études à Westminster School sous la direction de William Camden. Il excelle dans les études classiques, et poursuit en 1589 au Trinity College de Cambridge grâce à une bourse. Pour achever ses études, il voyage à l'étranger. À Rome, il fait des remarques irréfléchies au sujet de la reine Élisabeth qui lui causeront des ennuis. À Jérusalem, il est peut-être fait chevalier du Saint-Sépulcre. Lors de son voyage de retour, il reçoit une réprimande de la part de l'ambassadeur anglais à  Constantinople pour la « liberté antérieure de sa langue ».
Après être rentré en Angleterre, il prend résidence à Oxford, où il poursuit ses leçons publiques, puis à Londres. Il ne parvient pas à obtenir de promotion, mais il bénéficie du patronage du duc de Buckingham, George Villiers, qui le présente au roi Jacques Ier. Il écrit des poèmes, en particulier un recueil intitulé Cypress Garland en 1625.
Il se marie avec la veuve de Robert Woodard de Burnham dans le Buckinghamshire, et il a trois enfants.
Il est enterré à l'abbaye de Westminster le 28 juillet 1633. Il est connu comme homme de lettres pour son sonnet d'éloges à Shakespeare, qui est imprimé dans le Premier Folio.